# Electric Light Orchestra

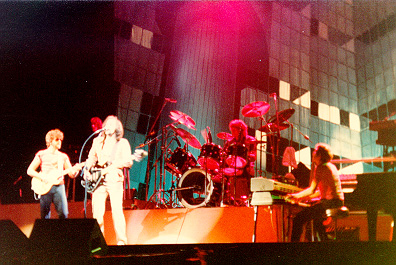
Zespół koncertujący w 1981 r.

Electric Light Orchestra – brytyjska grupa rockowa, działająca w latach siedemdziesiątych i osiemdziesiątych XX wieku oraz w latach 2000–2001 i od 2014 roku jako Jeff Lynne's ELO. Muzyka zespołu była różnorodna stylistycznie i podlegała zmianom zależnym od panującej aktualnie mody: poczynając od rocka progresywnego, poprzez wyraźne wpływy disco w środkowym etapie, aż po synth pop w ostatnim okresie działalności. W krajach anglosaskich nurt ten określa się mianem „mainstream rock”. Była bogata brzmieniowo i wykorzystywała szerokie i nietypowe dla rocka instrumentarium, między innymi instrumenty smyczkowe jako wiodące. W latach siedemdziesiątych zespół zaliczany był do czołowych grup rockowych i zdobył olbrzymią popularność. Rozpadł się, gdy jego lider Jeff Lynne postanowił poświęcić się działalności producenckiej i promocyjnej.
Do największych przebojów ELO należały m.in.: „Ticket to the Moon”, „Without Someone”, „10538 Overture”, „Can't Get It Out of My Head”, „Evil Woman”, „Four Little Diamonds”, „Strange Magic”, „Telephone Line”, „Livin' Thing”, „Shine a Little Love”, „Don't Bring Me Down”, „Rock’n’roll is King”, „Hold On Tight”, „Here is the News” oraz cover piosenki Chucka Berry’ego „Roll Over Beethoven”.
Dyskografię zespołu uzupełniają: wydawnictwo dokumentujące koncert w kalifornijskim mieście Long Beach (1974) oraz soundtrack do filmu Xanadu z 1980 roku, którego 2. część jest autorstwa Lynne'a, zaś 1. część (zaśpiewana przez Olivię Newton-John) – Johna Farrara.

## Historia

### Początki
Początek istnienia datuje się na rok 1970, kiedy rozpadł się zespół The Move. Jego dwaj członkowie, Jeff Lynne (gitara) i Roy Wood (gitara basowa), postanowili stworzyć nowy zespół, którego brzmienie oparte byłoby na instrumentarium rockowo-symfonicznym. Do projektu dołączył Bev Bevan (perkusja) – także z The Move. Do grupy przyjęto też Billa Hunta (instrumenty klawiszowe) i Steve’a Woolama (wiolonczela, skrzypce). W takim składzie, ze śpiewającym Lynne'em i Woodem, grupa nagrała album The Electric Light Orchestra (w USA pod tytułem No Answer). Album został ciepło przyjęty przez krytykę i osiągnął spory sukces komercyjny. Grupa jednak była dopiero na etapie poszukiwania własnego stałego stylu, a poza tym elegancki i szlachecki charakter Lynne'a, oraz jego poetyckie teksty łączone z fantazyjną muzyką kłóciły się z obscenicznym charakterem Roya Wooda.
Debiutancki koncert ELO miał miejsce 16 kwietnia 1972 w pubie The Greyhound w Croydon.
W międzyczasie z grupy odszedł Woolam, a na jego miejsce weszli Mike Edwards (wiolonczela), Colin Walker (wiolonczela) i Wilfred Gibson (skrzypce). Ponadto w trakcie nagrywania nowego albumu odeszli Roy Wood i Bill Hunt, a ich miejsca zajęli odpowiednio Mike de Albuquerque i pianista Richard Tandy. Od tego momentu ELO wykształciło charakterystyczne, symfoniczne brzmienie. Nowy album, ELO 2 (Electric Light Orchestra II – tytuł w USA), pomimo że uzyskał zbliżone do pierwszego albumu wyniki sprzedaży, został nisko oceniony przez krytykę, co przełożyło się na wyniki na listach przebojów.
Podczas nagrywania trzeciej płyty grupę opuścili Gibson i Walker, dołączyli zaś skrzypkowie Mik Kaminski i Hugh McDowell. Na płycie, wydanej pod tytułem On the Third Day (1973), utwory zostały ułożone w przemyślany ciąg, z rozpoczynającym instrumentalnym „Ocean Breakup” i kończącą własną wersją fragmentu suity Peer Gynt – In the Court of the Mountain King (W grocie Króla Gór), norweskiego kompozytora Edvarda Griega. Największym przebojem na płycie był utwór „Showdown”.

### Okres największej popularności
Do nagrania czwartej płyty, Eldorado – A Symphony, Lynne wynajął orkiestrę i chór. Krążek okazał się przełomowy w historii grupy, zdobywając po raz pierwszy tytuł złotej płyty, zaś singiel „Can't Get It Out of My Head” po raz pierwszy trafił na amerykańską listę Top 10 hit. Zespół odniósł duży sukces w USA, zapełniając podczas koncertów całe stadiony i regularnie pojawiając się w znanym telewizyjnym show „The Midnight Special”. Po wydaniu płyty doszli basista i wokalista Kelly Groucutt oraz wiolonczelista Melvyn Gale, zastępując de Albuquerque i Edwardsa, a skład na pewien czas się ustabilizował.
Piąta płyta studyjna, Face the Music, wydana w 1975, przyniosła hity „Evil Woman” (trzeci UK top 10) i „Strange Magic”. Po jej wydaniu zespół koncertował wyjątkowo intensywnie, dając w USA w okresie od 3 lutego do 13 kwietnia 1976 roku 68 koncertów w ciągu 76 dni. Na koncertach zespół po raz pierwszy użył kolorowych laserów.
Szósty album, A New World Record (1976), okrył się platyną i stał się pierwszym albumem grupy, który zawędrował na brytyjską listę Top ten. Płyta, z największymi przebojami: „Livin' Thing”, „Telephone Line”, „Rockaria!” i „Do Ya”, przyniosła grupie jeszcze większą popularność. Zespół tradycyjnie intensywnie koncertował w Stanach Zjednoczonych.
Sukces A New World Record powtórzył kolejny album, dwupłytowy Out of the Blue (1977), z przebojowymi singlami: „Turn to Stone”, „Sweet Talkin' Woman”, „Mr. Blue Sky” i „Wild West Hero”. Zespół wciąż rozwijał się koncertowo, prezentując podczas dziewięciomiesięcznego ogólnoświatowego tournée olśniewające efekty sceniczne, m.in. statek kosmiczny na scenie, pokaz laserów i sztucznej mgły. Podczas koncertu w Cleveland zespół oglądała osiemdziesięciotysięczna publiczność, co stanowiło ówczesny rekord. Grupa koncertowała także na londyńskiej arenie Wembley, wyprzedając komplety biletów przez osiem kolejnych wieczorów. Pierwszy z tych koncertów został zarejestrowany i wydany później na VHS i DVD.
Pod koniec lat 70. Lynne zaczął ulegać fascynacji stylem disco. Efekty widać na, wydanym w 1979 roku, albumie Discovery. Płyta osiągnęła najwyższą pozycję na brytyjskiej UK Albums Chart, przynosząc przeboje: „Don't Bring Me Down”, „Shine a Little Love”, „Last Train to London”, „Confusion”, „The Diary of Horace Wimp”, „Midnight Blue”.
Grupa reaktywowała się bez udziału Lynna i bez jego zgody na używanie oryginalnej nazwy, jako Electric Light Orchestra Part Two. Wydała dwa albumy, które nie spotkały się z wielkim zainteresowaniem.
Zespół reaktywował się w latach 2000–2001 przy okazji albumu Zoom, był to autorski projekt Jeffa Lynne'a wydany pod szyldem ELO, w nagraniach i koncertach brał udział również klawiszowiec zespołu, Richard Tandy.
Grupa reaktywowała się w 2014 roku jako Jeff Lynne's ELO. Po 14 latach w 2015 pojawił się nowy album „Alone in the Universe”. W 2019 roku Jeff Lynne's ELO wydała kolejny album  „From out of Nowhere”, w którym ponownie wziął udział klawiszowiec Richard Tandy.

## Skład
- Jeff Lynne – śpiew, chórek, gitara elektryczna, gitara basowa, instrumenty klawiszowe, perkusja, wiolonczela, producent, autor tekstów, kompozytor i aranżer (1970-1986)
- Roy Wood – śpiew, gitara, gitara basowa, wiolonczela, klarnet, fagot, obój, perkusja, producent, autor tekstów, kompozytor i aranżer (1970-1972)
- Bev Bevan – perkusja, instrumenty perkusyjne, chórek (1970-1986)
- Richard Tandy – instrumenty klawiszowe, chórek, gitara basowa, aranżer (1972-1986)
- Kelly Groucutt – gitara basowa, śpiew, chórek (1975-1983)
- Mik Kaminski – skrzypce (1973-1979)
- Hugh McDowell – wiolonczela (1973-1979)
- Melvyn Gale – wiolonczela (1975-1979)
- Mike Edwards – wiolonczela (1972-1974)
- Mike de Albuquerque – gitara basowa, śpiew, chórek (1973-1974)
- Wilfred Gibson – skrzypce (1972-1973)
- Colin Walker – wiolonczela (1972-1973)
- Bill Hunt – instrumenty klawiszowe, róg (1970-1972)
- Steve Woolam – skrzypce (1970-1971)

## Dyskografia

### Albumy studyjne
- 1971 The Electric Light Orchestra (wydana w USA w marcu 1972 jako No Answer)
- 1973 ELO 2 (wydana w USA jako Electric Light Orchestra II)
- 1973 On the Third Day
- 1974 Eldorado – A Symphony by the Electric Light Orchestra
- 1975 Face the Music
- 1976 A New World Record
- 1977 Out of the Blue
- 1979 Discovery
- 1980 Xanadu (soundtrack; wspólnie z Olivią Newton-John)
- 1981 Time
- 1983 Secret Messages
- 1986 Balance of Power
- 2001 Zoom

Dyskografia grupy Jeff Lynne's ELO
- 2015 Alone in the Universe
- 2019 From out of Nowhere

Dyskografia grupy Electric Light Orchestra Part Two
- 1990 Electric Light Orchestra, Part Two
- 1994 Moment of Truth

### Albumy kompilacyjne
- 1974 Showdown
- 1976 Olé ELO
- 1977 The Light Shines On
- 1978 Three Light Years (zestaw On the Third Day, Eldorado, Face the Music)
- 1977 The Light Shines On, Volume 2
- 1979 ELO's Greatest Hits
- 1990 Afterglow – 3-płytowe zestawienie utworów wydanych na singlach, w tym wiele niepublikowanych dotąd na płytach LP utworów ze stron B, m.in. „Julie Don't Live Here” z singla „Twilight”, a także bonus z 12” brytyjskiego wydania „Four Little Diamonds” utwór „Bouncer”, i inne, m.in. „Hello My Old Friend”, „Mandalay”, „A Matter of Fact”, „No Way Out”
- 2001 Flashback – 3-płytowe wydawnictwo, zawierające utwory nagrane wcześniej, a dokończone w 2001 r., m.in. „Grieg's Piano Concerto In A Minor”, „Tears In Your Life”, „Love Changes All”, „Helpless”, „Who's That”, oraz utwory wydane pierwszy raz na CD: „Do Ya (unedited alternative mix)”, „Indian Queen (Demo)” czy „After All”. Zamieszczono również „Xanadu” w nowej wersji[11].
- 2011 The Classic Albums Collection – box zawierający 11 katalogowych płyt zespołu, wraz z bonusami i ilustrowaną książeczką.

### Albumy koncertowe
- 1974 The Night the Light Went On (In Long Beach)
- 1998 Live at Winterland '76
- 1998 Live at Wembley '78
- 1999 Live at the BBC
- 1999 The BBC Sessions

### Wydawnictwa wideo
- (1979) Discovery – 9 teledysków z albumu Discovery (Betamax/VHS)
- (1980) Live at Wembley – zapis koncertu, który odbył się w ramach trasy „Out of the Blue Tour” w 1978 roku w hali Wembley Arena w Londynie (VHS)
- (1990) Fusion – Live In London – zapis koncertu, który odbył się w ramach trasy „Face the Music Tour” w 1976 roku w Apollo Victoria Theatre w Londynie (VHS)
- (1991) The Very Best of ELO – kompilacja 13 teledysków (materiał z albumów A New World Record, Out of the Blue i Discovery) (VHS)
- (1998) Out of the Blue Tour: Live at Wembley/Discovery – wznowienie wydawnictw z 1979 i 1980 roku, koncert Live at Wembley oraz jako bonus teledyski z Discovery (VHS/DVD oraz w 2006 wznowienie DVD w wersji remasterowanej)
- (2001) Zoom Tour Live – koncert ze studia CBS Television City, w którym ze „starego” składu wystąpili Jeff Lynne oraz Richard Tandy (VHS/DVD)
- (2006) Total Rock Review – materiał biograficzny (jako bonus, zawiera 4 utwory z nagranego w 1972 roku Granada's Set of Six) (DVD)
- (2010) Live: The Early Years – kompilacja wydawnictwa Fusion – Live In London wraz z nigdy wcześniej nie wydanymi zapisami koncertów w Brunel University (1973) i w programie niemieckiej telewizji Rockpalast (1974) (DVD)
- (2015) Jeff Lynne's ELO: Live in Hyde Park – zapis koncertu, który odbył się 14 września 2014 roku w ramach festiwalu BBC Radio 2 Festival In A Day at Hyde Park w Londynie (DVD/Blu-ray)
- (2015) Out of the Blue Tour: Live at Wembley – zremasterowany na potrzeby wydawnictwa Blu-ray, zapis koncertu, który odbył się w ramach trasy „Out of the Blue Tour” w 1978 roku w hali Wembley Arena w Londynie wraz z materiałami bonusowymi: Brunel University (1973) – 4 utwory na żywo, Rockpalast (1974) – 8 utworów na żywo + wywiad, Fusion (1976) – 13 utworów na żywo, Discovery (1979) – 8 teledysków. Łącznie: 205 minut materiału (Blu-ray)[12]
- (2017) Wembley or Bust zapis koncertu na Wembley z 24 czerwca 2017 roku. Wydawnictwo składa się  z 1 płyty Blu-ray (118 minut materiału – w tym wstawki dokumentalne) oraz 2 płyt CD z zapisem dźwiękowym  koncertu (23 utwory, łącznie 98 min materiału)[13].